# Pfaffen-Schwabenheim
Pfaffen-Schwabenheim là một đô thị thuộc huyện Bad Kreuznach trong bang Rheinland-Pfalz, phía tây nước Đức. Đô thị Pfaffen-Schwabenheim có diện tích 5,18 km², dân số thời điểm ngày 31 tháng 12 năm 2006 là 1251 người.